# Ononis spinosa
Ononis spinosa is een plantensoort uit de vlinderbloemenfamilie (Fabaceae).

## Onderliggende taxa
Van Ononis spinosa komen in Nederland en België twee ondersoorten en een nothosubspecies voor.
- kattendoorn (Ononis spinosa subsp. spinosa)
- kruipend stalkruid (Ononis spinosa subsp. procurrens)
- Ononis ×pseudohircina

## Fotogalerij

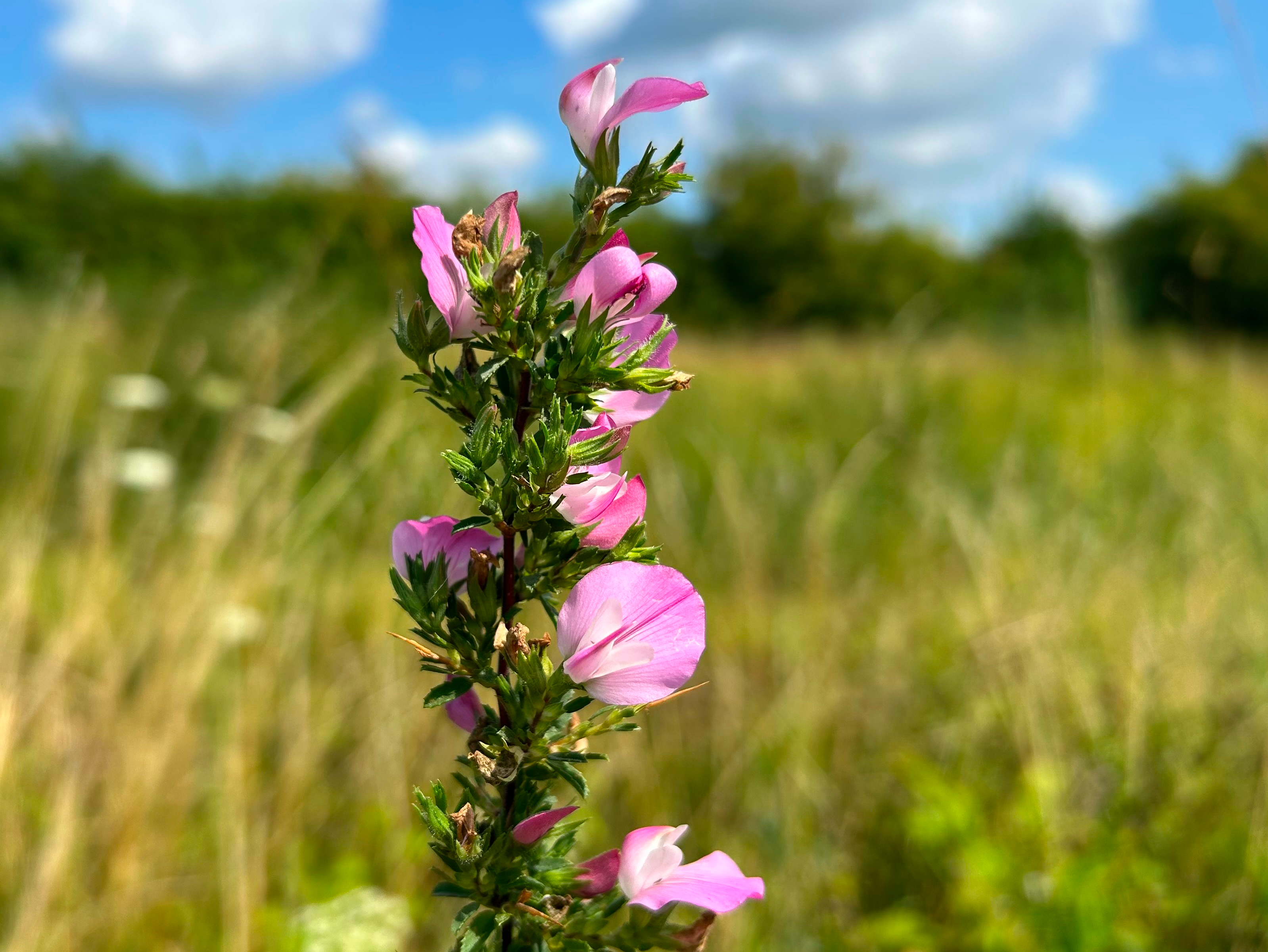
Close-up van de bloeiwijze van kattendoorn.